# Dasyhelea falculata
Dasyhelea falculata är en tvåvingeart som beskrevs av Remm och Zhogolev 1968. Dasyhelea falculata ingår i släktet Dasyhelea och familjen svidknott. Inga underarter finns listade i Catalogue of Life.